# Coelurus
Coelurus és un gènere de dinosaure celurosaure que va viure al Juràssic superior (estatge Kimmeridgià mitjà-superior, entre fa 153 i fa 150 milions d'anys). Tot i que el seu nom es relaciona amb una de les divisions principals de teròpodes (celurosaures), històricament s'ha conegut poca cosa d'aquest animal, i a vegades s'ha confós amb el seu contemporani i més ben conegut Ornitholestes. Com molts dinosaures estudiats durants els primers anys de la paleontologia, ha tingut una història taxonòmica confusa, amb nombroses espècies anomenades i potseriorment transferides a altres gèneres o abandonades. Actualment es reconeix una única espècie com a vàlida: l'espècie tipus, C. fragilis, descrita per Othniel Charles Marsh l'any 1879. Es coneix a partir d'un esquelet parcial trobar a la formació de Morrison de Wyoming, Estats Units. Era un petit carnívor bípede amb les potes allargades.

## Descripció

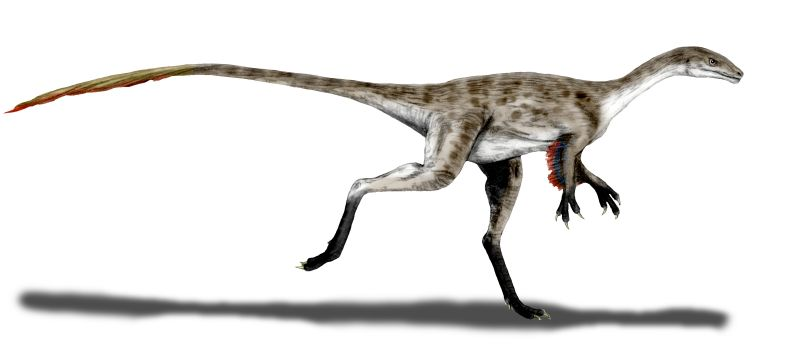
Coelurus

Coelurus és conegut a partir de la major part de l'esquelet d'un únic individu, inloent nombroses vèrtebres, pelvis parcial i cintura escapular, i la majoria dels braços i cames, que es troben al Museu Peabody d'Història Natural; tanmateix, la relativa completesa de l'esquelet no es va conèixer fins a l'any 1980. Els fòssils es van recuperar de la pedrera de Reed 13 a Como Bluff, Wyoming.